# Corteza (pan)

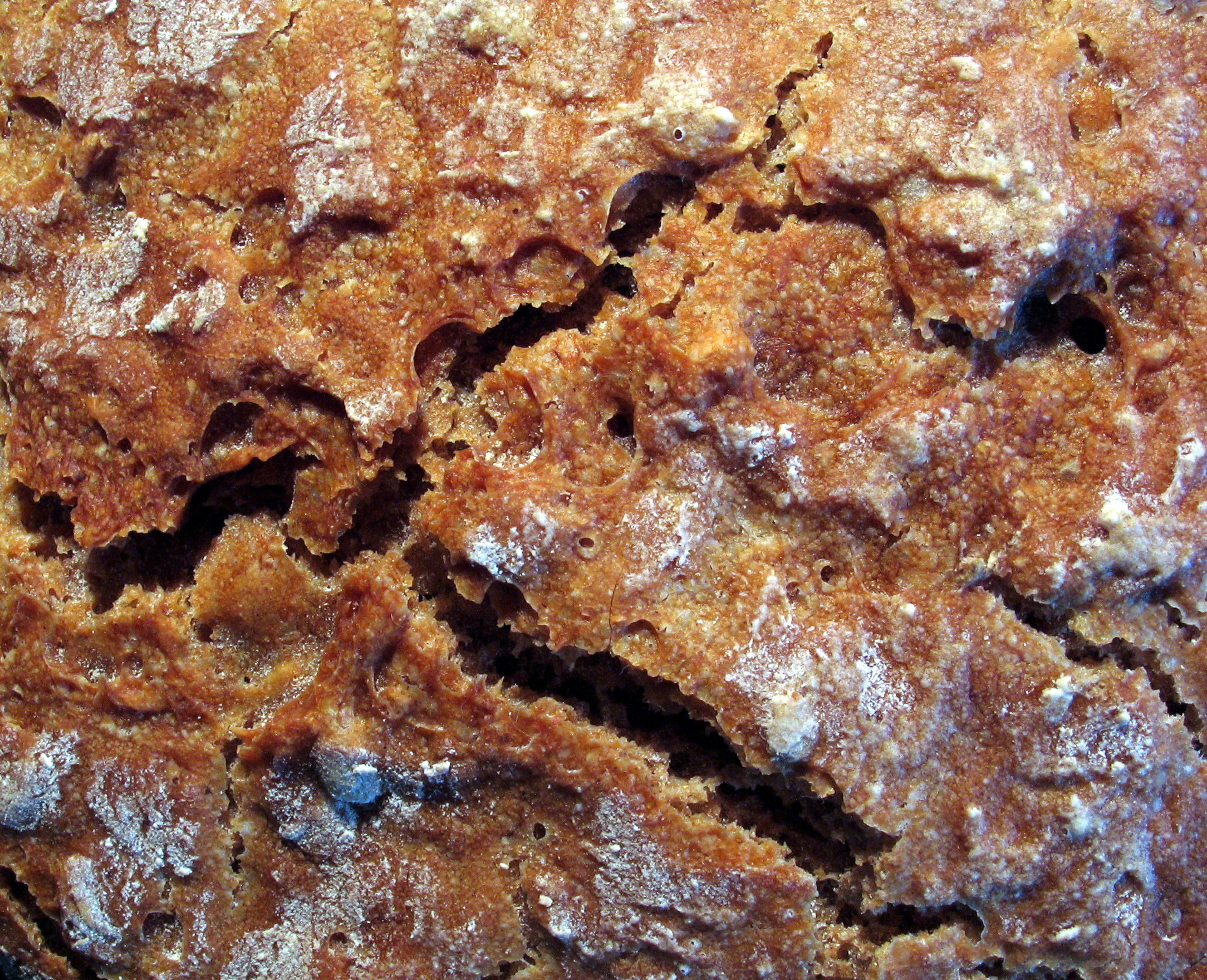
Corteza de una hogaza integral

La corteza es la capa exterior del pan, más dura y marrón que la miga. Es un producto inevitable de la cocción al horno del pan, y aporta ciertas propiedades organolépticas como una textura crujiente, un sabor más recio y un aroma tostado que caracteriza al pan. Los escasos panes que carecen de corteza están hechos al vapor.

## Formación
Cuando las masas son introducidas en el horno, uno de los cambios químicos que se producen es la evaporación del agua que contienen. La formación de la corteza ocurre en la segunda fase de la cocción de una masa, ya que la primera fase consiste en crecer la masa. El proceso de deshidratación del pan ocurre de fuera para dentro, por lo que la capa exterior es la primera en liberar su agua contenida. En este momento se forma la corteza, que se engrosa, se endurece y se caramelizan (por la reacción de Maillard).
Por este motivo, ciertas masas a veces son cocidas al vapor, como el bao chino; Esta forma de cocinarlos hace que sean capaces de retener mejor la humedad, lo que resulta en unos panes de corteza suave.
Los diferentes tonos de dorado de la corteza indican  una variedad de sabores acaramelados por la reacción de Maillard.

## Factores que influyen en la corteza
La corteza del pan depende en gran medida de la «doble-T» (tiempo y la temperatura) en el horno. 
Las hogazas (panes de gran tamaño) que necesitan largos tiempos de cocción, suelen tener cortezas más gruesas y duras, mientras que los productos de panadería elaborados con masas enriquecidas, como la brioche, el roscón o el pan de molde se caracterizan por una corteza relativamente fina y tierna.